# Onopordum nervosum
Onopordum nervosum là một loài thực vật có hoa trong họ Cúc. Loài này được Boiss. mô tả khoa học đầu tiên.